# Dermeval da Silva Pereira
Dermeval da Silva Pereira (Salvador, 16 de janeiro de 1945 — Pará, entre janeiro e 28 de março de 1974), foi um advogado, guerrilheiro e militante do Partido Comunista do Brasil (PCdoB). Processado e condenado à revelia pela Auditoria Militar de Salvador por sua atuação política, desapareceu na Guerrilha do Araguaia entre janeiro e março de 1974 — movimento guerrilheiro existente na região amazônica brasileira que tinha como objetivo fomentar uma revolução socialista iniciada no campo, baseada nas experiências vitoriosas da Revolução Cubana e da Revolução Chinesa.
Também chamado de João Araguaia, Dermeval iniciou os seus estudos de direito na Universidade Federal da Bahia, na qual foi o diretor do Centro Acadêmico. Em 1969, foi expulso à força da faculdade pelo Decreto 477, concluindo o curso na Universidade Católica de Salvador (UCSal).
Morto pela ditadura militar brasileira (1964–1985), a data de sua morte é controversa. Ele teria sobrevivido à uma emboscada no mês de outubro de 1973 e sido visto vivo pela última vez em dezembro do mesmo ano ao partir para à mata liderando um grupo de cinco guerrilheiros. No relatório da Marinha entregue ao ministro da Justiça Mauricio Corrêa em 1993, a data de sua morta consta como 28 de março de 1974, assim como no relatório do Centro de Informações do Exército (CIE). Já no “A Lei da Selva”, de Hugo Studart, aponta sua morte como ocorrida em janeiro de 1974.
As circunstâncias do desaparecimento de Dermeval da Silva Pereira, o João Araguaia, e a falta de informações sobre o seu sepultamento, tornaram-se objetos de estudos de livros sobre o período da ditadura militar brasileira e pesquisas pela Comissão Nacional da Verdade (CNV) que investigam abusos de direitos humanos cometidos pelo Estado, ou por grupos envolvidos em conflitos armados, ao longo de um determinado período de tempo no passado.

## Biografia
Dermeval da Silva Pereira nasceu na cidade de Salvador (BA) no dia 16 de janeiro de 1945. Era filho de Francisca das Chagas Pereira e Carlos Gentil Pereira.
O jovem soteropolitano realizou seus estudos secundários no Colégio Estadual de Salvador. Em 1965, ingressou na Faculdade de Direito da Universidade Federal da Bahia, onde foi diretor do Centro Acadêmico de Direito graças às suas atividades de militância estudantil. No entanto, por conta do Decreto-Lei nº 477, assinado pelo então presidente Artur da Costa e Silva em 26 de fevereiro de 1969, que proibia manifestações de caráter político e atividades consideradas subversivas nas universidades, considerado um AI-5 universitário, Dermeval foi expulso da faculdade sendo acusado de subversão. Transferiu-se, então, para a Universidade Católica de Salvador (PUC/BA) e concluiu lá o curso de direito, chegando até a trabalhar como advogado aos arredores da cidade.
Durante esse período, Dermeval participou de protestos de rua contra o regime que eram organizados pela Faculdade Federal de Direito, e integrou o Comitê Regional do Partido Comunista do Brasil (PCdoB). Além de ser ativo nos movimentos estudantis, também trabalhava na Caixa Econômica Federal e "organizava reuniões do Partido no 10° andar do Edifício Politécnica", em Salvador.
Em 1971, devido a Lei de Segurança Nacional (LSN) que punia pessoas comprometidas em perverter a ordem ou o regime vigente, foi processado e condenado — sem conhecimento — pela Auditoria Militar por suas atividades políticas, sendo obrigado a viver clandestinamente. Foragido, Dermeval deixou Salvador e se mudou para a região do Rio Araguaia.  Lá ele entrou para o time do Destacamento A, na Guerrilha do Araguaia, e ganhou o codinome de João Araguaia.

## Circunstâncias da morte
De acordo com relatório Arroyo, escrito por Ângelo Arroyo em 1974 sobre o conflito e apresentado para o Comitê Central do Partido Comunista do Brasil, dia 12 de abril de 1972 se iniciou a luta guerrilheira no Araguaia, mas foi só em outubro de 1973 que os guerrilheiros, divididos em três grupos (Destacamento A, Destacamento B e Destacamento C), começaram a sofrer o desgaste das lutas e caíram nas mãos dos militares.

"A terceira campanha do inimigo iniciou-se a 7 de outubro. Neste momento, a situação das forças guerrilheiras era a seguinte: o destacamento A contava com 22 elementos; o B com doze; o C com catorze; a CM com oito. Ao todo, 56 guerrilheiros. O destacamento A tinha oito fuzis e um no conserto, cinco rifles 44, uma metralhadora INA, oito espingardas, 22 revólveres 38 e um revólver 31. O destacamento B tinha um fuzil, uma submetralhadora Royal, três rifles 44, duas espingardas 16 de dois anos, uma espingarda 16, uma carabina 32-20 duas espingardas 20, una carabina 22, doze revólveres 38. O Destacamento C tinha dois fuzis, sete rifles 44, cinco espingardas 20 e catorze revólveres 38. Em conserto, havia mais de dez armas longas. Havia, em média, quarenta balas para cada revólver 38. Eram insuficientes os cartuchos para as espingardas 20 e não havia mais balas de calibre 22. As reservas de alimentos garantiam um abastecimento para cerca de quatro meses. Os remédios também existiam em quantidades suficientes. A maioria dos combatentes estava com pouca roupa e já não havia calçados."
No dia 7 de outubro, quando o Destacamento A estava disperso em três grupos — liderados por Zé Carlos (aos arredores do rio Fortaleza), Piauí (em Tabocão) e Nunes (na roçado Alfredo) — as tropas militares invadiram, nessa ocasião os três conseguiram fugir. Já no dia 14 de outubro o desenrolar da história foi diferente:

"Saíram cinco companheiros para apanhar farinha num depósito e, se nada de anormal notassem, poderiam ir também pegar os porcos para comerem. Mas, no caminho, decidiram ir, primeiramente, apanhar os porcos. Lá chegaram cerca de 9 horas. Mataram os porcos com quatro tiros e os levaram para um lugar limpo a fim de retalhá-los. Fizeram fogo de palha para pelar os porcos. Uma hora depois estava terminado o serviço. Mas quando foram carregar a carne, as alças das mochilas se quebraram. Alfredo resolveu, então, improvisar um cipó para carregar nas costas. Quando terminou o último atado, eram já 12 horas. Estavam presentes os guerrilheiros Zé Carlos, Nunes, Alfredo, Zebão (João Gualberto) e João Araguaia (Dermeval da Silva Pereira). Preparavam-se para sair, quando Alfredo ouviu um barulho esquisito. Chamou a atenção de João Araguaia. Este, porém, achou que era uma palha de coqueiro que tinha caído. Ato contínuo, apareceram os soldados, apontando suas armas. Atiraram sobre o grupo. João [Dermeval] conseguiu escapar, os outros foram mortos. Não tiveram tempo nem de pegar as armas. Perderam-se, além da vida dos companheiros, quatro fuzis, um rifle 44 e cinco revólveres 38."
Após a morte de André Grabois, Divino Ferreira de Souza, João Gualberto Calatrone e Antônio Alfredo Campos no dia 14 de outubro de 1973, Dermeval seguiu vivo e fugindo de outras emboscadas até dia o 30 de dezembro do mesmo ano. Depois de se reunir com Arroyo, ele partiu para a mata liderando um grupo de cinco guerrilheiros.
Dermeval ficou escondido na mata com Sebastião de Santana, conhecido como Sebastiãozinho ou Tião. De acordo com o livro “Cativeiro sem fim: As histórias dos bebês, crianças e adolescentes sequestrados pela ditadura militar no Brasil”, do autor Eduardo Reina, e os depoimentos dos tios do guerrilheiro, Zulmira Pereira Neves e Luis Martins dos Santos, à Procuradoria Regional dos Direitos do Cidadão no Estado de Pará em julho de 2001, “quando o cerco militar apertou, João Araguaia voltou para a cidade de Tabocão e entregou o adolescente para o pai José Atanásio Santana, chamado como Zé dos Santos, um lavrador que cooperou com os guerrilheiros no Araguaia.” No relatório secreto do Centro de Informações do Exército (CIE) consta que Tião foi preso em 12 de janeiro de 1974 e torturado na base de Bacaba, possivelmente o mesmo dia da captura de Dermeval.

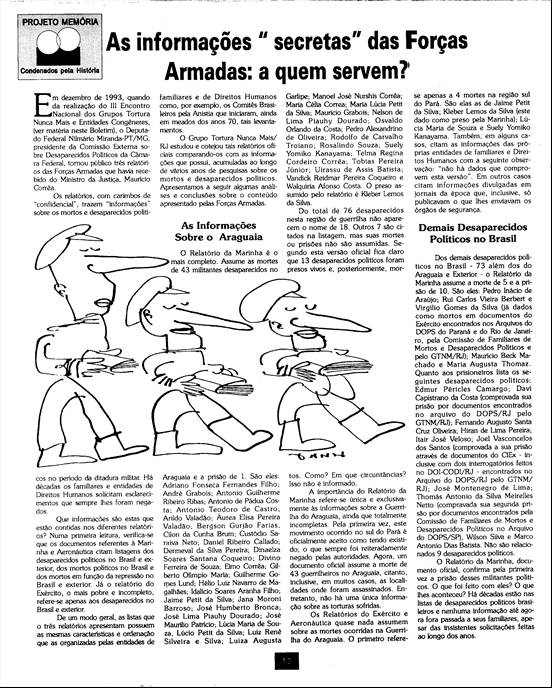
Jornal publica matéria sobre a morte de 43 militantes desaparecidos no Araguaia, incluindo Dermeval da Silva Pereira.

Segundo o relatório da Marinha, entregue ao ministro da Justiça Mauricio Corrêa em 1993, e o relatório do Centro de Informações do Exército (CIE), o baiano Dermeval da Silva Pereira foi morto no dia 28 de março de 1974, no sudeste do Pará —  na base militar de Bacaba ou na sede do DNER de Marabé.
A maneira como ele foi detido é bem contraditória e apresentada por várias fontes. Segundo o livro "Dossiê Ditadura", o morador da região José da Luz Filho confirmou à Caravana de Familiares de Desaparecidos da Guerrilha do Araguaia (1980) que "Dermeval teria sido preso na casa de Nazaré Rodrigues de Souza". Já Adalgisa Morais da Silva afirmou que o guerrilheiro "foi preso após pedir comida para a mulher de Luiz Garimpeiro". E a testemunha Rocilda Souza dos Santos complementou o fato para o Ministério Público Federal dizendo que "Dermeval foi transportado de helicóptero para a base militar de Bacaba, depois de ser entregue por Luiz Garimpeiro aos militares". Por fim, um relatório datado de 28 de janeiro de 2002 informou que “João Araguaia (...), que se entregou ao Exército na casa de um depoente (...) foi visto por outro depoente na base da Bacaba, quando estaria sendo transferido para Marabá. Teria sido morto por ter jogado um copo d’água em um militar”.

## Investigação

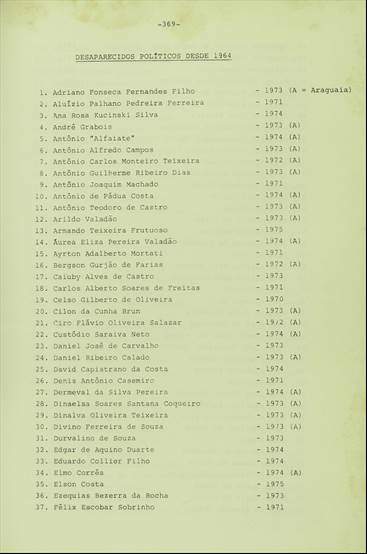
Lista de desaparecidos políticos desde 1964 que consta o nome de Dermeval da Silva Pereira

No volume III do Relatório da Comissão Nacional da Verdade que traz os perfis dos 434 mortos e desaparecidos políticos no Brasil, consta que Dermeval Pereira da Silva foi vítima de desaparecimento forçado durante a Operação Marajoara, "planejada e comandada pela 8ª Região Militar (Belém) com cooperação do Centro de Informações do Exército (CIE)". 
"A  Operação  Marajoara  foi  iniciada  em  7  de  outubro de 1973, como uma operação “descaracterizada, repressiva e antiguerrilha”, ou seja, com  uso  de  trajes  civis  e  equipamentos  diferenciados dos usados pelas Forças Armadas. O seu único objetivo foi destruir as forças guerrilheiras atuantes na área e sua “rede de apoio”, os camponeses que com eles mantinham ou haviam mantido algum tipo de contato."
Ainda de acordo com o Relatório da Comissão Nacional da Verdade, a cadeia de comando dos órgãos envolvidos no desaparecimento e na morte de Dermeval era:
- Presidente da República: general de Exército Orlando Geisel
- Ministério do Exército: general de Exército Vicente de Paulo Dale Coutinho
- Centro de Informações do Exército: general de Brigada Confúcio Danton de Paula Avelino
- Comandante da 8ª Região Militar: general de Brigada José Ferraz da Rocha
- Comandante Posto Marabá: tenente-coronel  Sebastião  Rodrigues de Moura, “Curió”
- Subcoordenador Região Norte: capitão Aluísio Madruga de Moura e Souza
No relatório publicado em 2014, intitulado "A atuação dos advogados na defesa dos presos políticos - Tomo I - Parte III" e realizado a partir das audiências na Comissão da Verdade do Estado de São Paulo, do artigo “Em defesa da liberdade e da justiça: os advogados de perseguidos políticos de São Paulo nos anos de 1970”, durante o período da ditadura militar brasileira "houve advogados que fizeram do exercício da profissão uma bandeira de luta e por isso sofreram também perseguições, prisões, torturas e assassinatos. Houve advogados que passaram a ter sua militância política na  clandestinidade. Outros tiveram que ir para o exílio. Na lista de 436 mortos e desaparecidos do dossiê feito pelos familiares, pelo menos 11 são advogados."
Entre os onze advogados, o terceiro nome dessa lista, está Dermeval da Silva Pereira.

A Comissão Nacional da Verdade ainda concluiu que Dermeval é "considerado desaparecido político por não terem sido entregues os restos mortais aos seus familiares, o que não permitiu o seu sepultamento até os dias de hoje." O governo brasileiro foi indicado como responsável desse desaparecimento, de acordo com a Lei nº 9.140/95.
"Conforme o exposto na Sentença da Corte Interamericana, o ato de desaparecimento e sua execução se iniciam com a privação da liberdade da pessoa e a subsequente falta de informação sobre seu destino, e permanece enquanto não se conheça o paradeiro da pessoa desaparecida e se determine com certeza a sua identidade, sendo que o Estado tem o dever de investigar e, eventualmente, punir os responsáveis. Assim, recomenda-se a continuação das investigações sobre as circunstâncias do caso de Dermeval da Silva Pereira, localização de seus restos mortais, retificação da certidão de óbito, identificação e responsabilização dos demais agentes da repressão envolvidos no caso, conforme sentença da Corte Interamericana de Direitos Humanos que obriga o Estado brasileiro a investigar os fatos, julgar e, se for o caso, punir os responsáveis e de determinar o paradeiro da vítima."

## Homenagens

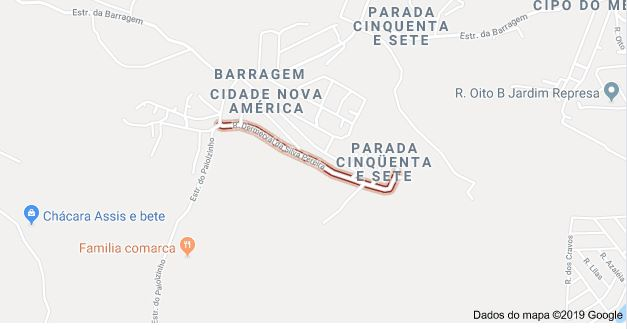
Rua Dermeval da Silva Pereira, localizada no bairro de Cidade Nova América, em São Paulo. CEP 04897010

Em memória as pessoas que tenham sofrido crimes de lesa-humanidade ou violações aos direitos humanos durante a ditadura civil militar, algumas ruas do município de São Paulo passaram por um georreferenciamento em suas homenagens. Sendo assim, há uma rua no distrito de Parelheiros, no bairro Cidade Nova América, localizado na zona sul da cidade, que porta o nome do guerrilheiro Dermeval da Silva Pereira.